# Pietro Pressinotti
Pietro Pressinotti (Cremona, 28 febbraio 1906 – 24 luglio 1967) è stato un politico italiano.

## Biografia
Iscritto al Partito Socialista, di professione bancario, il 25 giugno 1946 viene eletto come rappresentante alla Costituente.